# Kloster Slatina

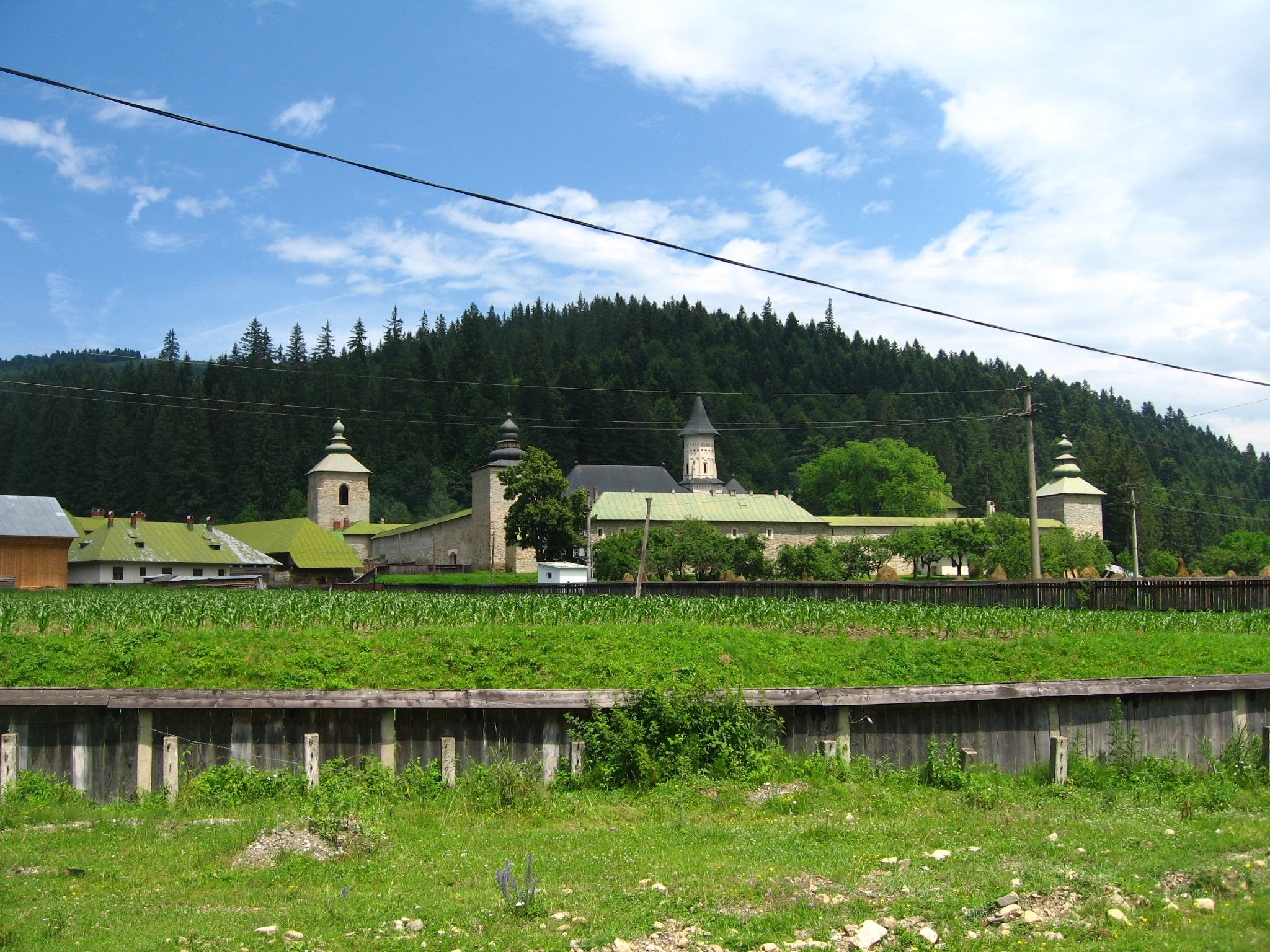
Kloster Slatina

Das Kloster Slatina (Mănăstirea Slatina) ist ein rumänisch-orthodoxes Kloster im Kreis Suceava in der Region Westmoldau in Rumänien. Es liegt westlich des Dorfs Slatina am Bach Suha Mică.

## Geschichte
Das Kloster wurde in den Jahren 1553 bis 1564 aufgrund einer Stiftung des Fürsten Alexandru Lăpușneanu errichtet, der 1568 hier starb. Einige Jahre nach seinem Tod wurde das Kloster gebrandschatzt. Die Kirche wurde wiederaufgebaut. Im 16. und 17. Jahrhundert spielte es eine wichtige Rolle als Grablege der Fürsten der Moldau. In den 1830er Jahren wurde die Anlage umgestaltet und teilweise neu gebaut. Neben der historischen Bausubstanz sind dort noch zwei Kirchenglocken aus dieser Zeit erhalten.

Seit 2004 ist es ein geschütztes Baudenkmal (unter der Nummer SV-II-a-A-05644).

## Bauten und Anlage
Die Kirche der Verklärung des Herrn (Schimbarea la Față) ist eine Dreikonchenanlage im sogenannten Mischtypus, ihr ist eine geschlossene doppeljochige Vorhalle (Pronaos) vorgelegt, vor dem sich der Exonarthex befindet. Der Naos hat eine Tambourkuppel über Moldauischen Gewölben. Das frühere Fürstenhaus ist durch die Renaissancearchitektur beeinflusst. Die Anlage ist von einer Mauer umgeben.
Bemerkenswert ist auch der Klostergarten.

## Ausstattung
Das Kloster besitzt keine Außenfresken; deshalb wurde auch auf die tief herabgezogenen Schindeldächer der freskierten Moldauklöster verzichtet.
Die Ausmalung der Kirche aus dem 16. Jahrhundert erlitt 1821 Brandschäden. Die Neuausmalung erfolgte 1828 im neobyzantinischen Stil.
Zu dem Kloster gehört ein kleines Museum im Fürstenhaus.

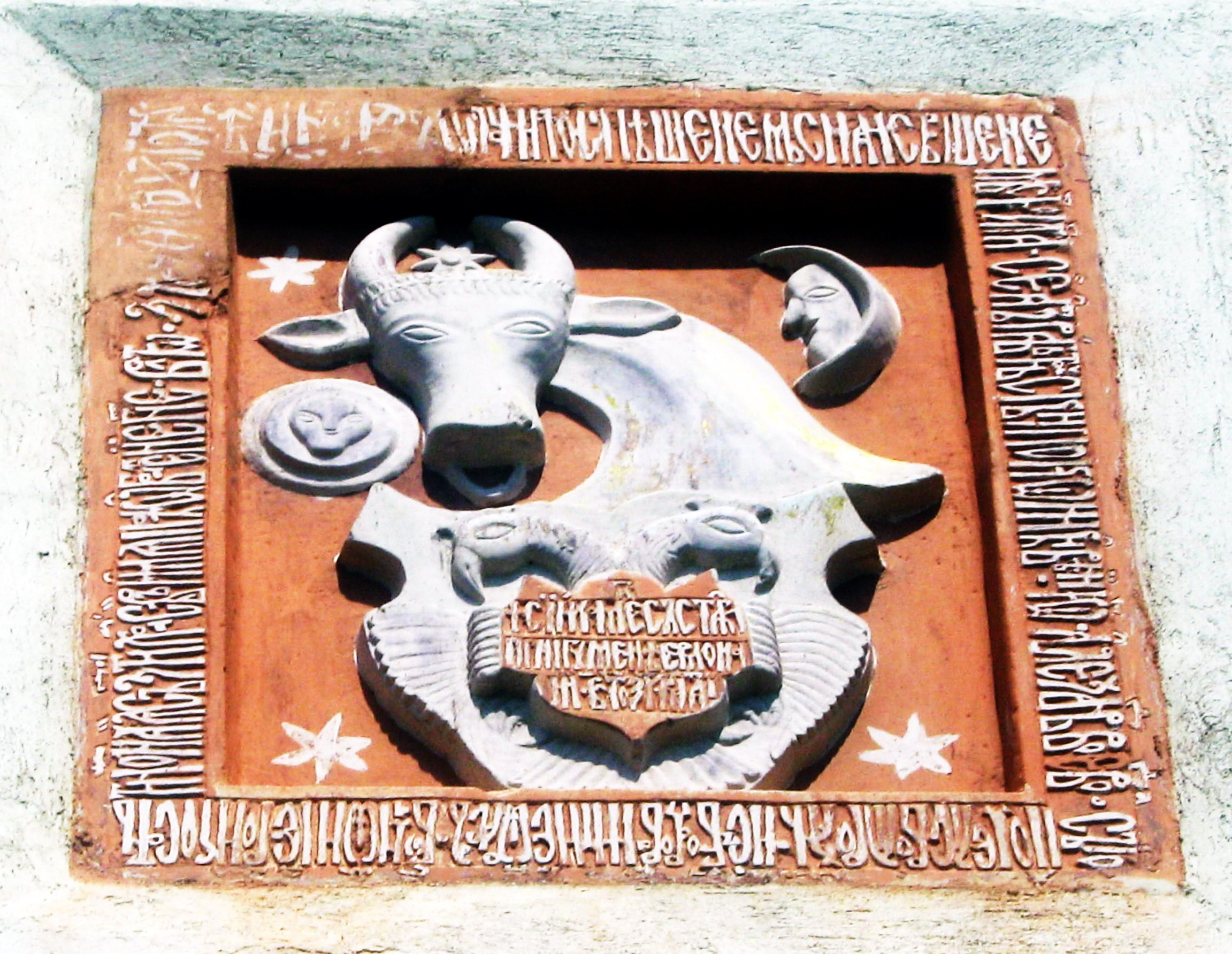
Wappen an der Kirche
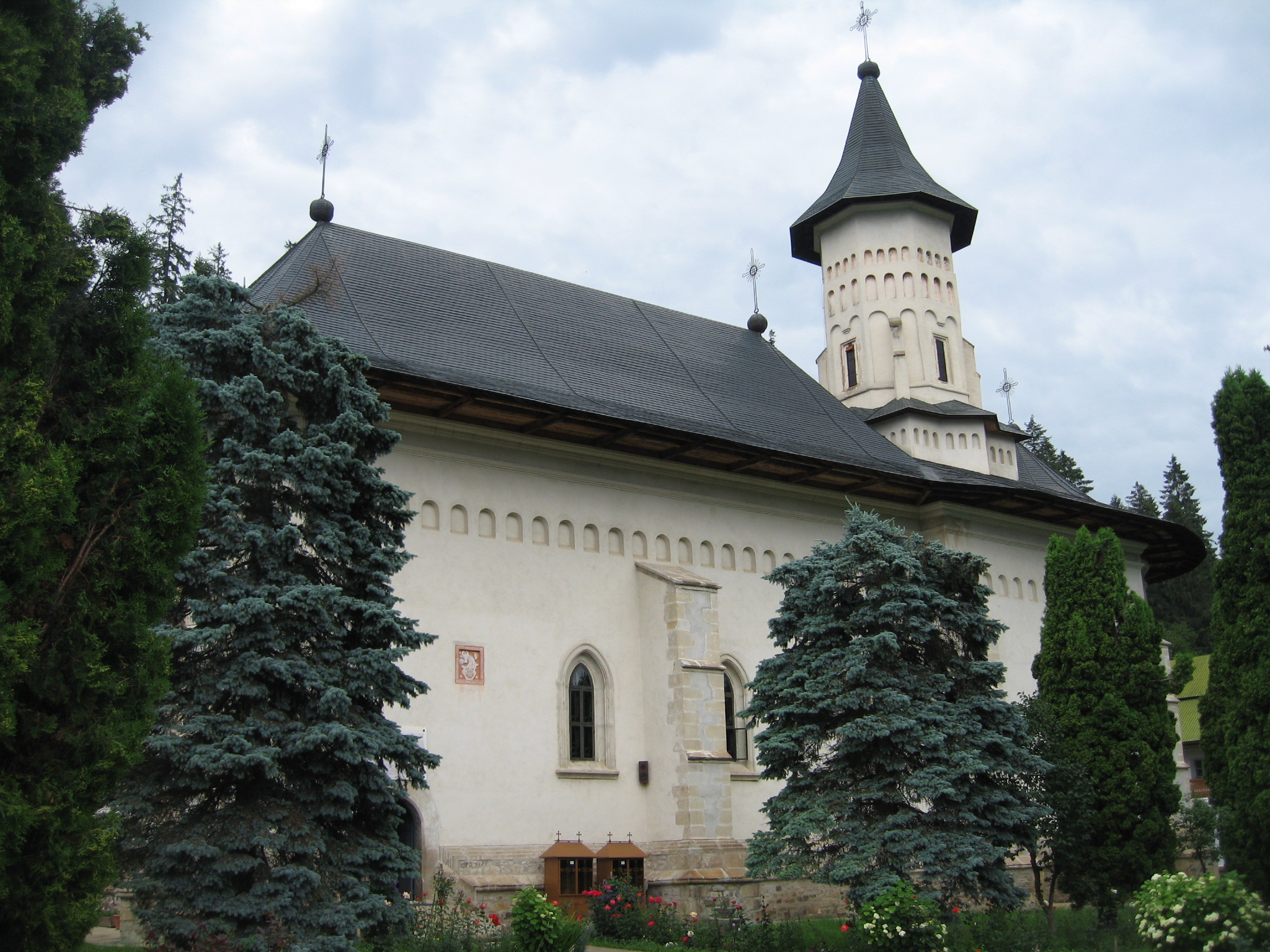
Die Klosterkirche
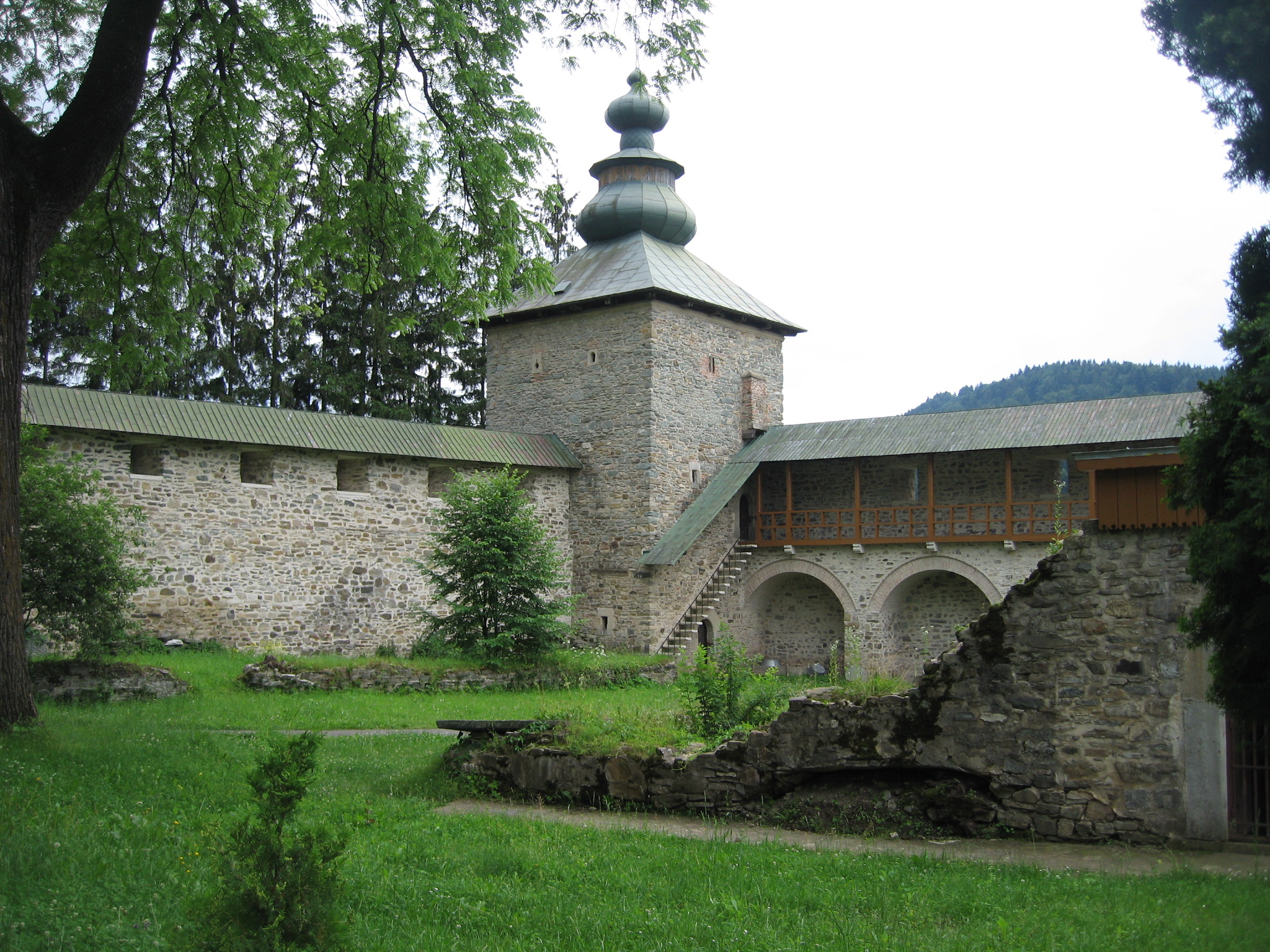
Bibliotheksturm an der Klostermauer
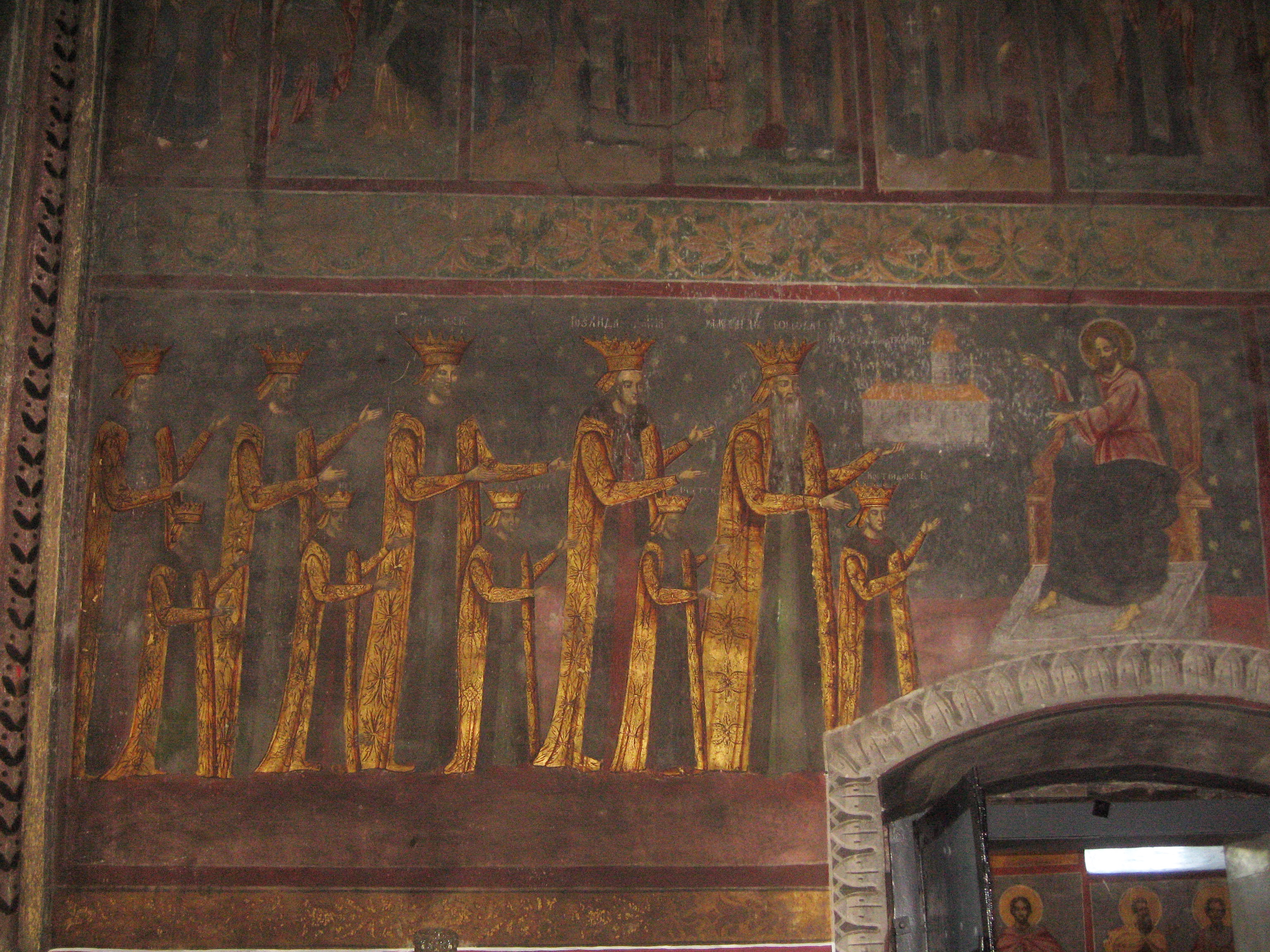
Votivbild im Pronaos